# دلب
الدُّلْب أو الصِّنار أو الجِلنار (باللاتينية: Platanus) جنس من الأشجار المعمرة متساقطة الأوراق، يتبع الفصيلة الدلبية (باللاتينية: Platanaceae).
يضم هذا الجنس أحد عشر نوعاً من الأشجار موطنها عموماً نصف الكرة الشمالي. أشهر أنواع هذا الجنس في الوطن العربي هو الدلب المشرقي (باللاتينية: Platanus orientalis). تنتشر معظم الأنواع الأخرى في المكسيك وجوارها.

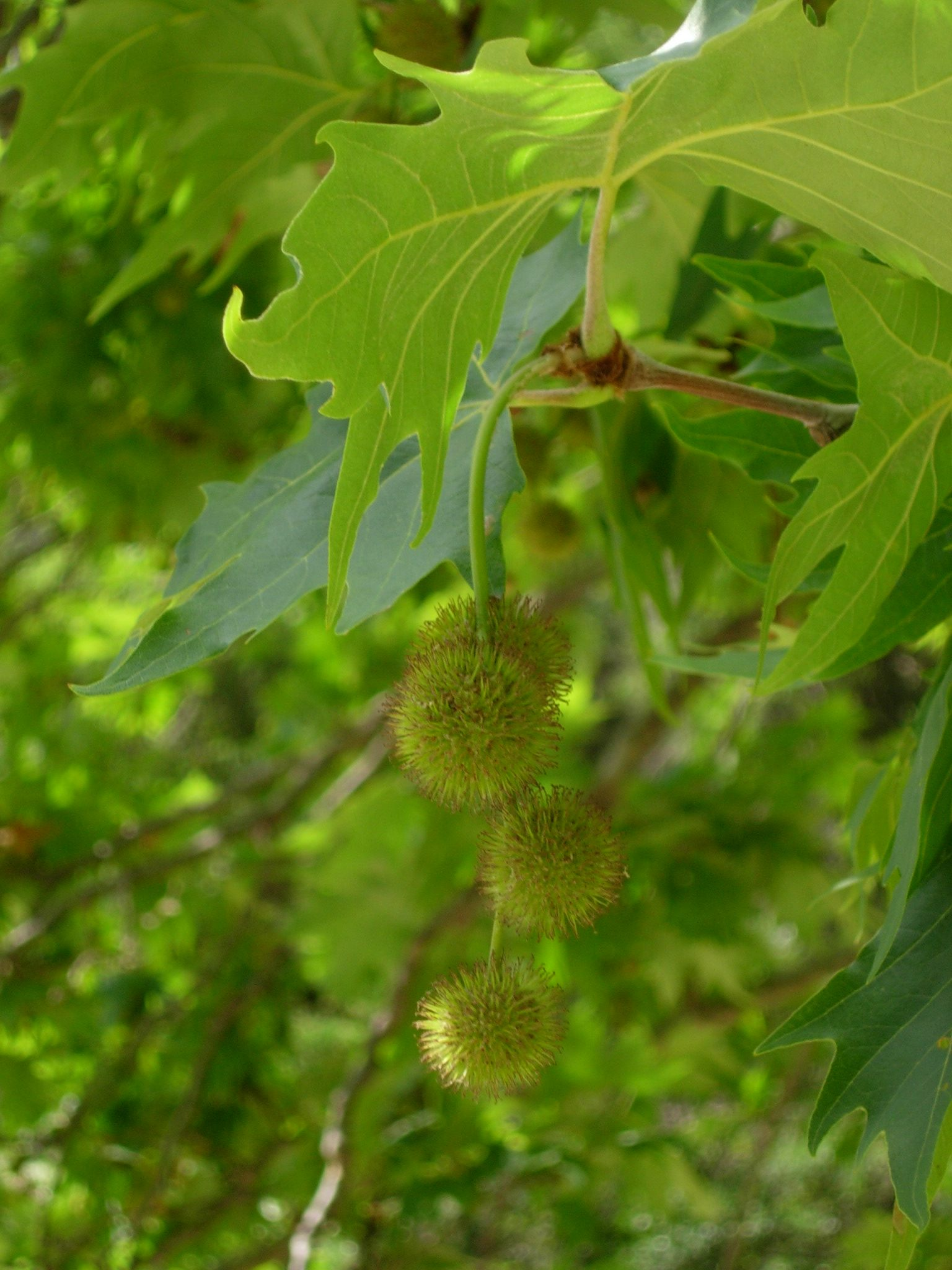
ثمار الدلب المشرقي

## الوصف النباتي
الأوراق بسيطة مفصصة بشكل غائر. النبات أحادي المسكن. تملك الزهرة 3-7 كأسيات ملتحمة عند القاع. للزهرة المذكرة ما بين 3-8 أسدية. تحمل الأزهار في كرات.

## أنواعه
- الدلب الأريزوني (باللاتينية: Platanus wrightii) في شمال غرب المكسيك وجنوب غرب الولايات المتحدة.
- الدلب التشياباسي (باللاتينية: Platanus chiapensis) في المكسيك.
- دلب جنتري (باللاتينية: Platanus gentryi)
- دلب رزيدوفسكي (باللاتينية: Platanus rzedowskii) في المكسيك.
- الدلب الغربي (باللاتينية: Platanus occidentalis)
- الدلب الكاليفورني (باللاتينية: Platanus racemosa) في كاليفورنيا وولاية باخا كاليفورنيا في المكسيك.
- دلب كِر (باللاتينية: Platanus kerrii)
- الدلب المشرقي (باللاتينية: Platanus orientalis) في المشرق العربي وجنوب شرق أوروبا.
- الدلب المكسيكي (باللاتينية: Platanus mexicana) في المكسيك.
- الدلب الهسباني أو الدلب الهجين (باللاتينية: Platanus × hispanica) في المكسيك.
- الدلب الواخاكي (باللاتينية: Platanus oaxacana) في المكسيك.

## معرض صور

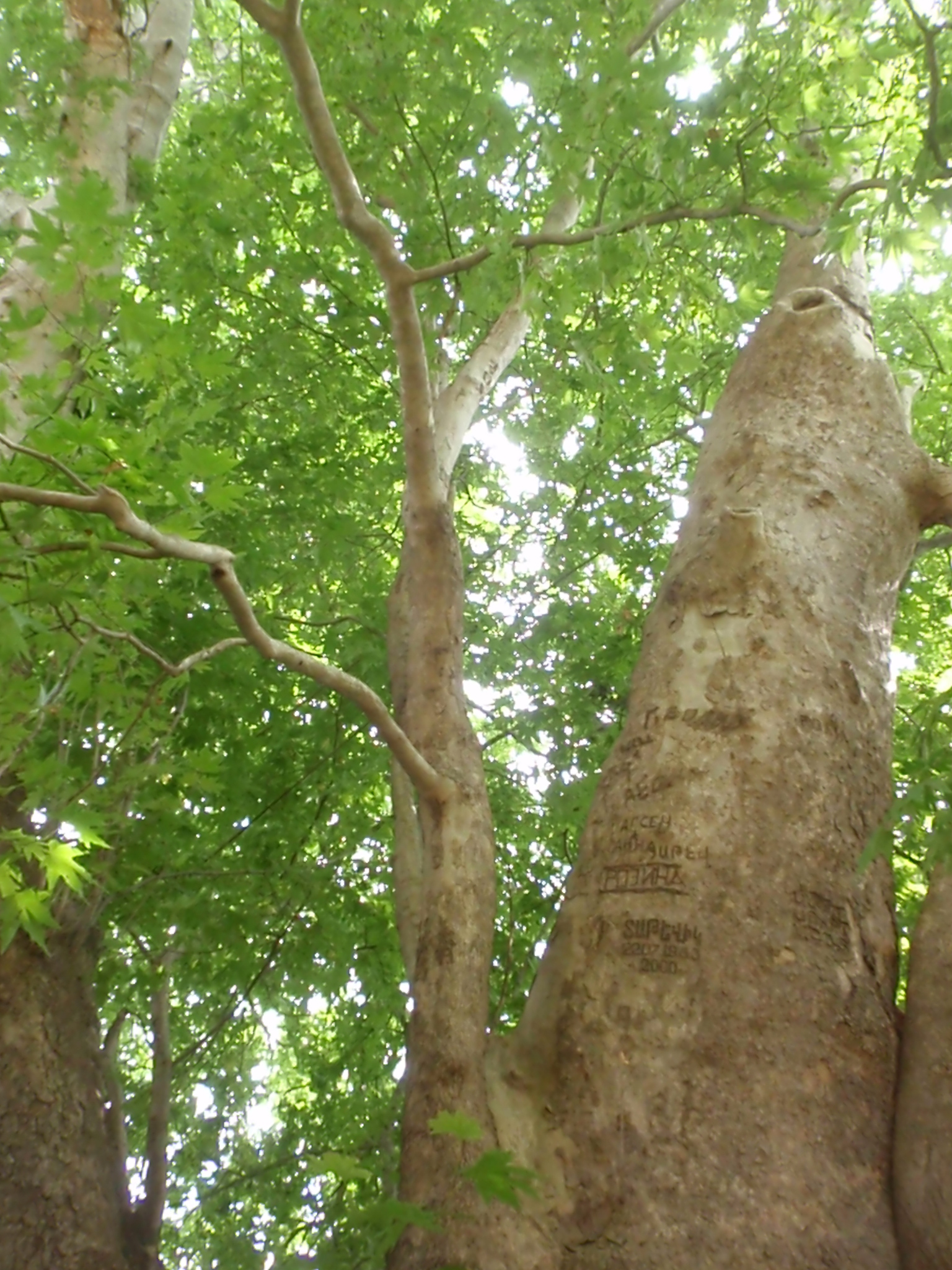
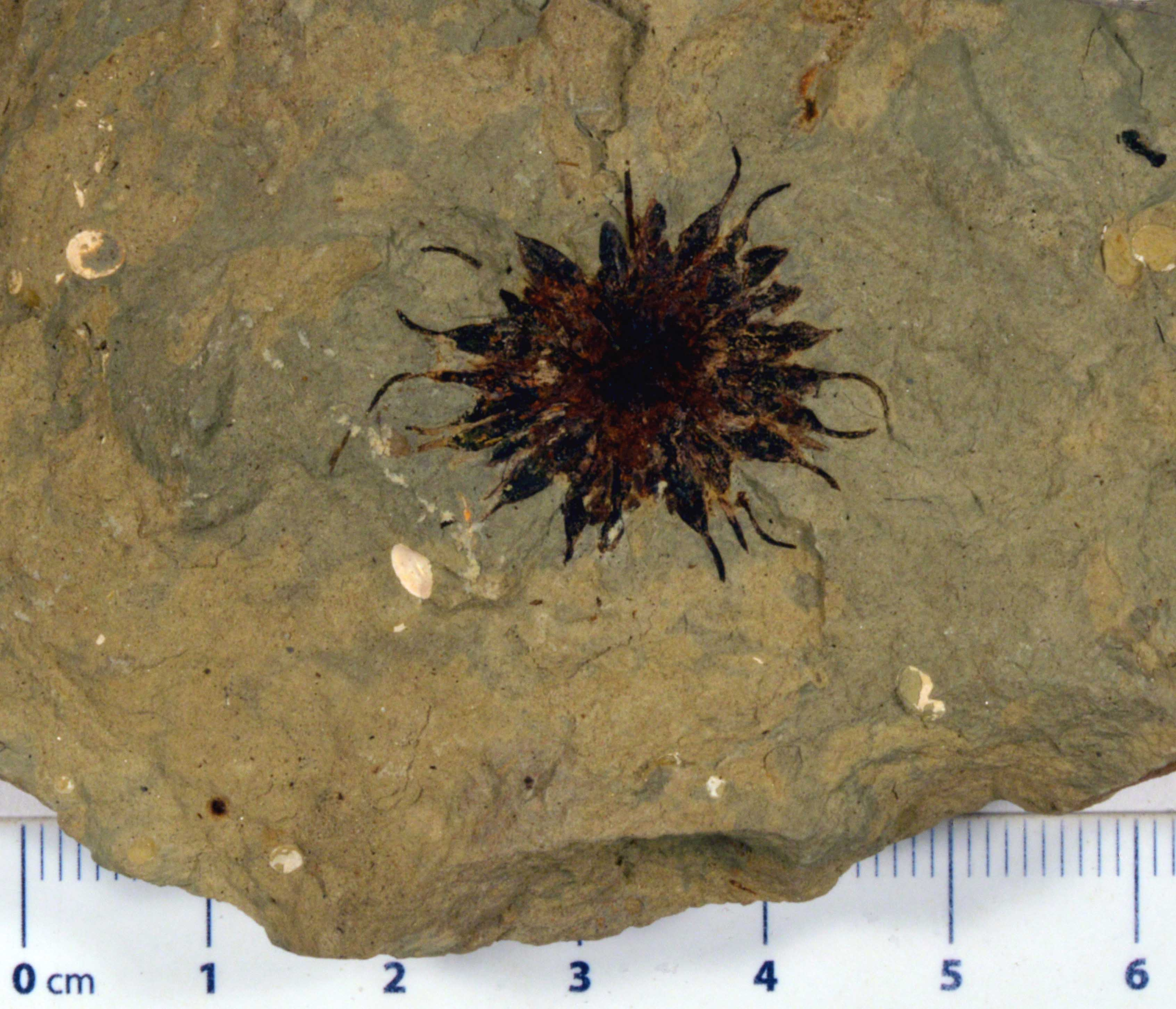
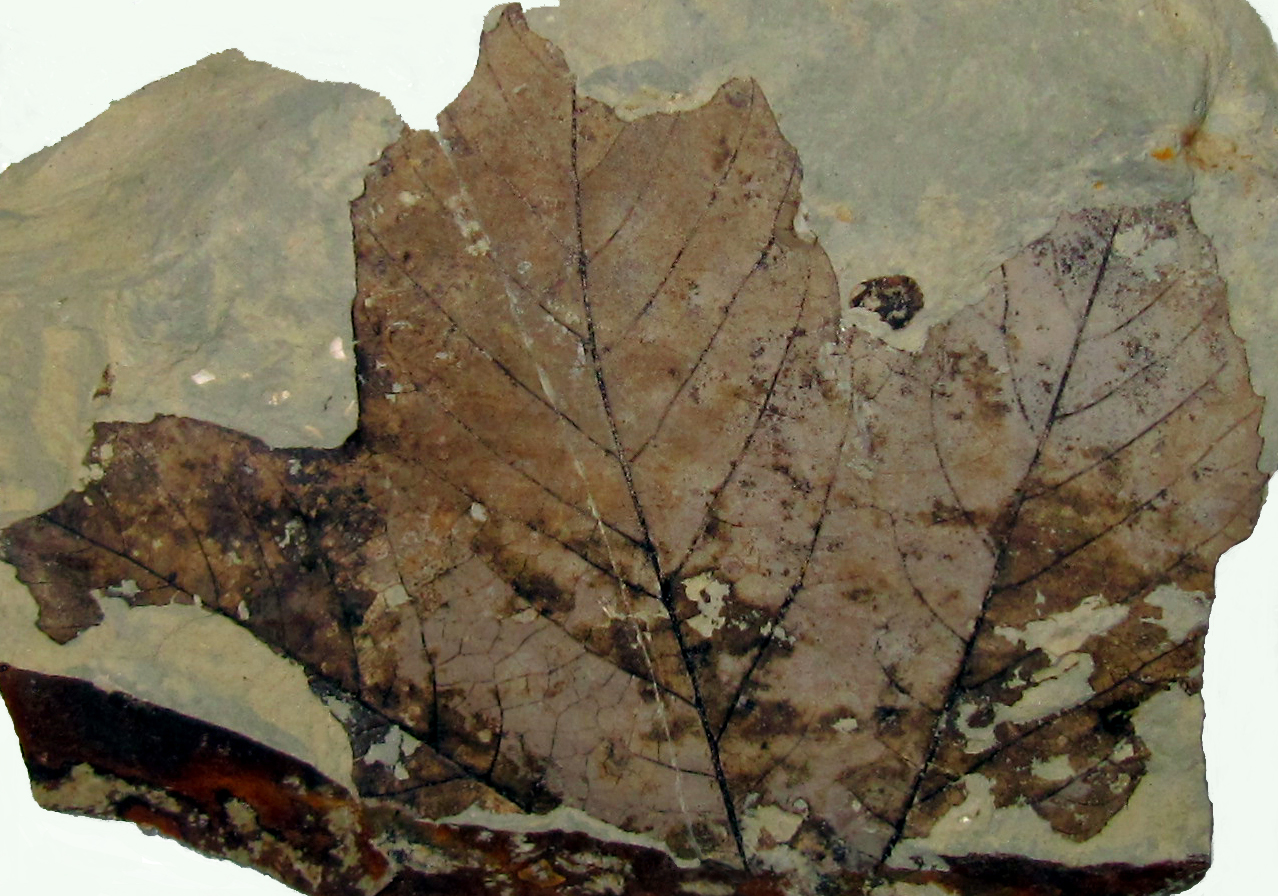